# Neoserica maculata
Neoserica maculata är en skalbaggsart som beskrevs av Frey 1972. Neoserica maculata ingår i släktet Neoserica och familjen Melolonthidae. Inga underarter finns listade i Catalogue of Life.